# 노바그라디슈카

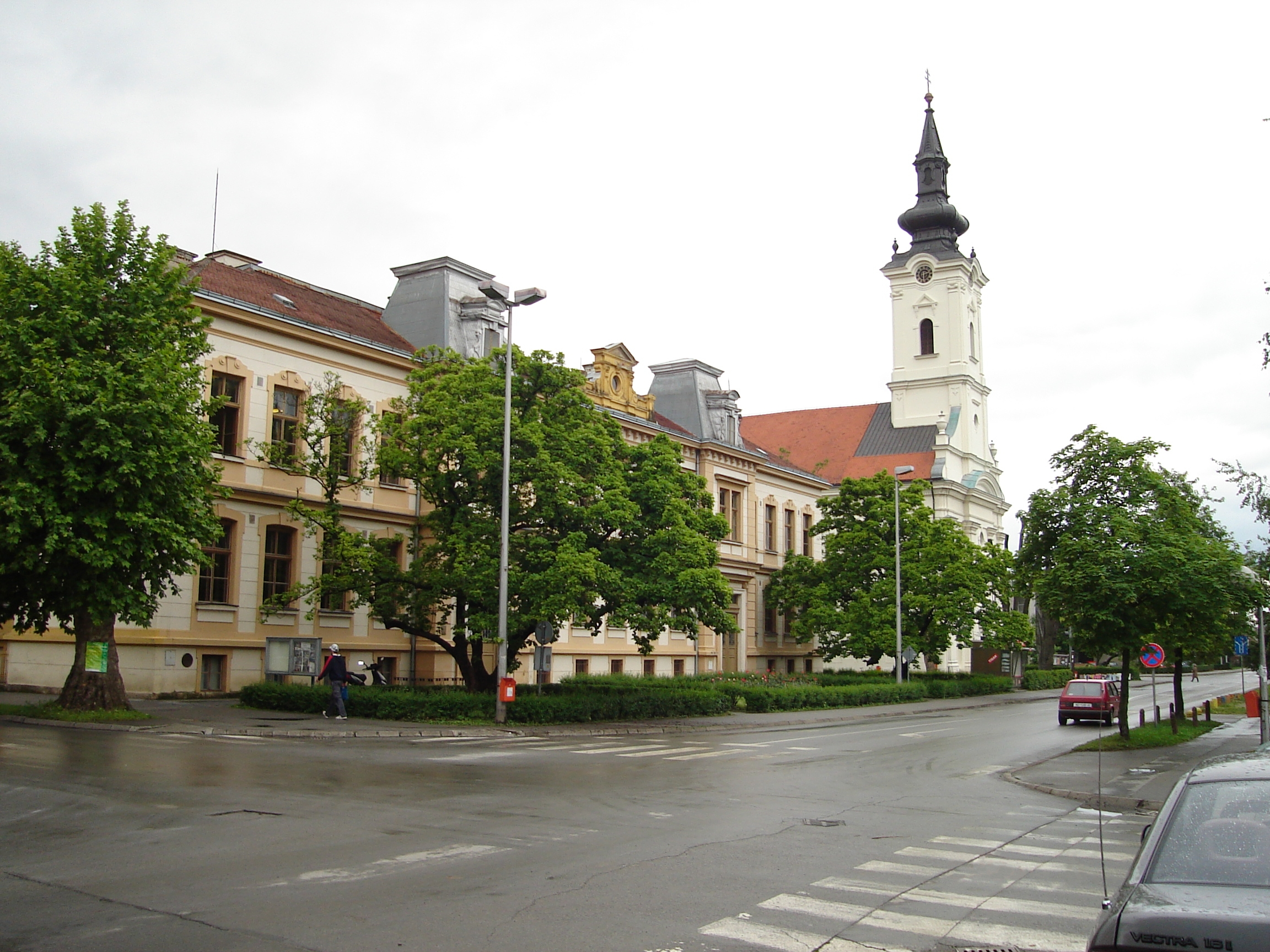
노바그라디슈카 시청

노바그라디슈카(크로아티아어: Nova Gradiška)는 크로아티아 브로드포사비나주에 위치한 도시로 인구는 14,229명(2011년 기준)이다. 보스니아 헤르체고비나 국경과 가까운 지점에 위치한다.
도시 이름은 크로아티아어로 "새로운 그라디슈카"를 뜻한다. 도시 인근에는 "옛 그라디슈카"라는 뜻을 가진 스타라그라디슈카(Stara Gradiška)가 위치한다.
1748년 합스부르크 군주국이 군정국경지대의 전초 기지를 설치하면서 신설되었다. 크로아티아 포제가, 보스니아 헤르체고비나를 연결하는 도로가 지나간다.